# منظمات مصنفة على أنها إرهابية حسب أستراليا
منظمات مصنفة على أنها إرهابية حسب أستراليا هي المنظمات التي صنفتها أستراليا على أنها منظمات إرهابية. تم وضع قائمة بالمنظمات الإرهابية لأول مرة بموجب قانون تعديل التشريع الأمني (الإرهاب) لعام 2002.

## القائمة
| الاسم                                 | اسم مختصر | تاريخ الادراج | تاريخ الازالة |
| ------------------------------------- | --------- | ------------- | ------------- |
| جماعة أبو سياف                        | ASG       |               |               |
| تنظيم القاعدة                         | AQ        |               |               |
| تنظيم القاعدة في جزيرة العرب          | AQAP      |               |               |
| قاعدة الجهاد في شبه القارة الهندية    | AQIS      |               |               |
| القاعدة في بلاد المغرب الإسلامي       | AQIM      |               |               |
| الشباب (تنظيم صومالي)                 |           |               |               |
| بوكو حرام                             |           |               |               |
| حركة حماس                             |           | 2014*2022     | 2015          |
| حزب الله                              |           |               |               |
| الدولة الإسلامية                      |           |               |               |
| تنظيم الدولة الإسلامية في ليبيا       |           |               |               |
| تنظيم الدولة الإسلامية - ولاية خراسان |           |               |               |
| تنظيم الدولة الإسلامية - ولاية سيناء  |           |               |               |
| تنظيم الدولة الإسلامية في الصومال     |           |               |               |
| جبهة النصرة                           |           |               |               |
|                                       |           |               |               |
|                                       |           |               |               |
|                                       |           |               |               |
|                                       |           |               |               |